# Stazione di Duttogliano
La stazione di Duttogliano (in sloveno Dutovlje) è una fermata ferroviaria posta sulla linea Jesenice-Trieste (Transalpina). Serve il centro abitato di Duttogliano. Nata come stazione divenne fermata con l'entrata della Slovenia nel trattato di Schengen. Dal 1947 al 2007 fu stazione di frontiera per i treni percorrenti la linea Transalpina

## Storia
La stazione venne attivata nel 1906 come parte della linea Jesenice-Trieste con il nome di Dutovlje-Skopo.
Dopo la prima guerra mondiale, con l'annessione della Venezia Giulia al Regno d'Italia, la linea passò sotto l'amministrazione delle Ferrovie dello Stato, che ribattezzarono la fermata come Duttogliano-Scoppo.
Dopo la seconda guerra mondiale il territorio venne annesso alla Jugoslavia e ribattezzarono Dutovlje.
Dal 1991 appartiene alla rete slovena (Slovenske železnice).